# Rufillia (cràter)
Rufillia és un cràter amb coordenades planetocèntriques de -11.15 ° de latitud nord i 290.47 ° de longitud est, sobre la superfície de l'asteroide del cinturó principal (4) Vesta. Fa 15.79 km de diàmetre. El nom adoptat com a oficial per la UAI el cinc de febrer de 2014 fa referència a Rufillia, verge vestal romana.